# Regla de l'abstinència
En psicoanàlisi, la regla de l'abstinència, també denominada principi de l'abstinència, és un precepte de la tècnica de tractament segons el qual l'analista s'ha de comportar de manera que l'analitzat no trobe satisfaccions substitutives als seus símptomes en l'anàlisi (o aquests substituts es minimitzen); ha de renunciar a satisfer les demandes del pacient, i abstenir-se també d'exercir els papers que aquest li ofereix com a efecte dels fenòmens transferencials.

## Importància clau de l'abstinència en la psicoanàlisi
El principi d'abstinència és, juntament amb la regla fonamental de l'associació lliure i la seua contrapartida, l'atenció flotant, un dels tres pilars essencials de la teràpia psicoanalítica. És important per: 
- Perquè, si no existís, l'energia libidinal que s'allibera en la cura investiria objectes externs, situació que l'analista ha d'evitar, ja que l'energia s'ha de posar en la situació analítica. El que lliga l'energia libidinal en l'anàlisi és la transferència i l'analista procurarà que l'expressió siga verbal, rebutjant qualsevol alternativa de descàrrega (justificació econòmica).
- Perquè quan els símptomes van cedint tendeixen a aparéixer satisfaccions substitutives, i això no és positiu per a la cura, perquè aquesta es basa en l'existència d'un sofriment per frustració. Mantenir la frustració evita detencions en l'avanç de la guarició, que en psicoanàlisi no és coincident amb la desaparició dels símptomes (justificació dinàmica).

La regla de l'abstinència és una conseqüència concreta de la neutralitat que aquesta tècnica exigeix com a actitud de l'analista i un requisit natural de la interpretació. Si no existís aquesta regla, el lloc de la interpretació l'ocuparia la satisfacció libidinal del pacient.
La regla de l'abstinència es dirigeix a l'analista i a l'analitzat i els compromet tots dos, en el sentit de no dur a l'acte les seues fantasies de relació i desig, atorgant-los un adequat canal d'expressió per la paraula. La regla estableix les condicions del marc i protegeix la situació analítica.

## Desenvolupament del concepte
Freud utilitzà per primera volta el concepte de regla de l'abstinència el 1915 quan defineix l'actitud que hauria de prendre l'analista davant l'amor de transferència. Des del principi, però, Freud deixa clar que no es tracta de no donar resposta física a les demandes amoroses, de vegades obertament sexuals o erotitzades d'un pacient, sinó de no lliurar cap mena de satisfacció.
En el context del 5é Congrés de Psicoanàlisi realitzat el 1918 a Budapest, Sándor Ferenczi exposà una concepció tècnica sobre la manera en què havia de captenir-se l'analista en la cura. El seu tema era cercar formes tècniques perquè l'analista pogués assolir millor la comesa de no satisfer el pacient, també en els espais "no analítics" (com ara les converses abans i després de la sessió). La conclusió, que Freud subscriu, és que tot el que ocorre en el període de l'anàlisi és part de l'anàlisi, i per això no hi ha un "fora de sessió" en què la regla de l'abstinència no tinga vigència.
La no-observança de la regla de l'abstinència constitueix una greu falta a les normes de l'ètica professional i en moltes legislacions d'estats europeus es considera una negligència punible, o fins i tot directament un abús.